# Постит

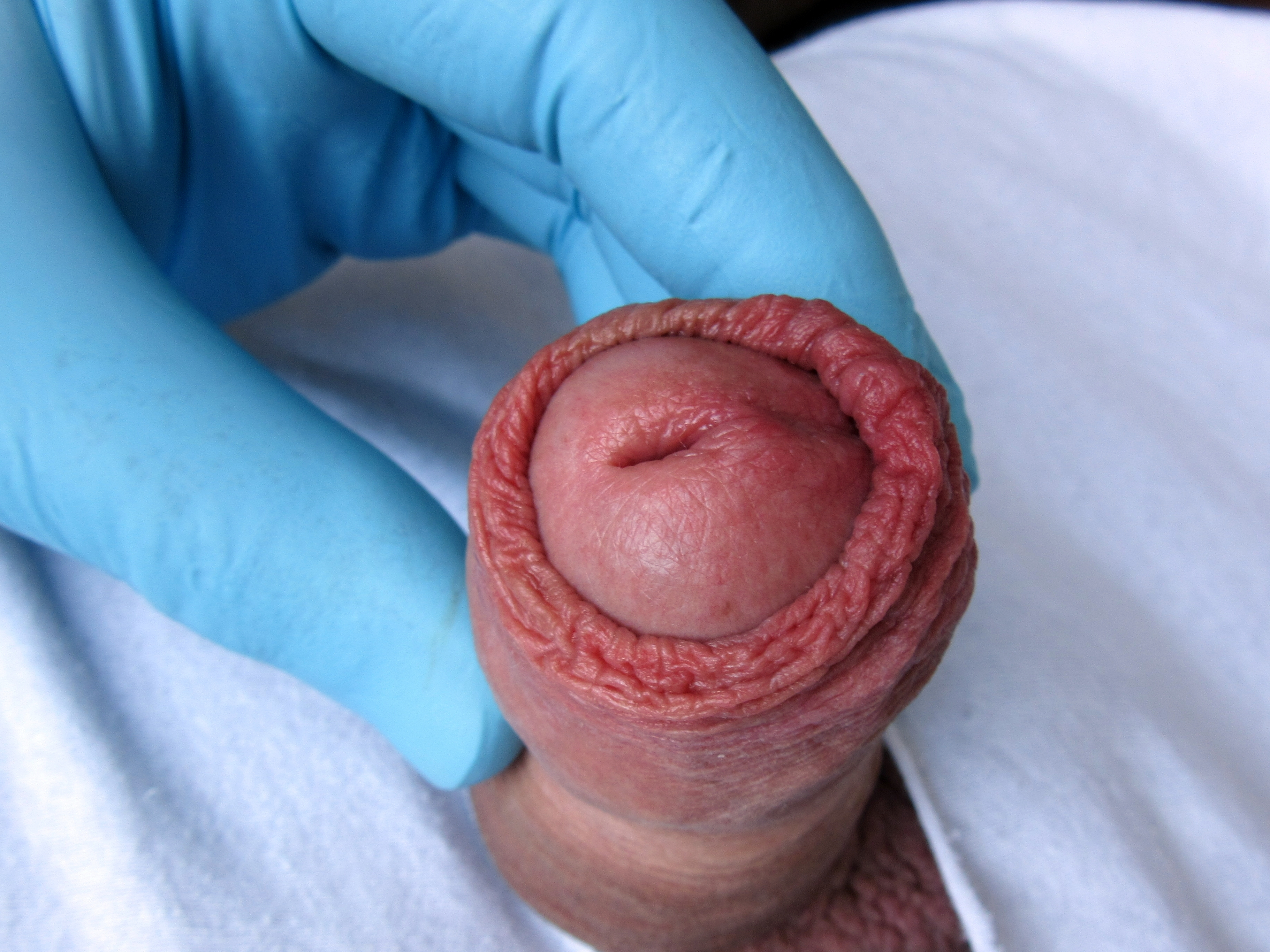
Постит

Пости́т (др.-греч. πόσθη «кожный покров пениса» + новолатин. -itis < др.-греч. -ῖτις суффикс названий воспалительных заболеваний) — воспаление дистального отдела (крайней плоти, препуция) кожного покрова мужского полового члена (пениса) человека и других видов животных.

## Причины
Воспалительные заболевания препуция развиваются вследствие:
1. Загрязнения у животных навозной жижей живота и препуция при анитисанитарном содержании;
2. Задержания мочи в препуциальном мешке при скоплении смегмы;
3. Раздражения слизистой оболочки препуция резкокислой мочой (при концентратном типе кормления быков производителей);
4. Попадания в препуций инородных тел;
5. Механических повреждениях;
6. Внедрения в слизистую оболочку препуция различных возбудителей (спирохет, вирусов, грибов).

Предрасполагающий фактор — анатомическая особенность строения препуция у быков и волов.
Поститы — воспаление слизистой оболочки в области продольных/поперечных складок препуция.
Серозно-фибринозный и гнойный постит.